# 索菲安·梅托特
索菲安·梅托特（法語：Sophiane Méthot，1998年8月3日—），加拿大女子蹦床运动员，2017年世界蹦床锦标赛女子个人网上铜牌得主、2019年世界蹦床锦标赛女子个人网上团体铜牌得主、2024年夏季奥林匹克运动会女子个人铜牌得主。